# Fidenzio di Padova
Fidenzio (... – II secolo) è considerato dalla tradizione il terzo vescovo della diocesi di Padova (dal 166 al 168), dopo san Prosdocimo e san Massimo.

## Storia

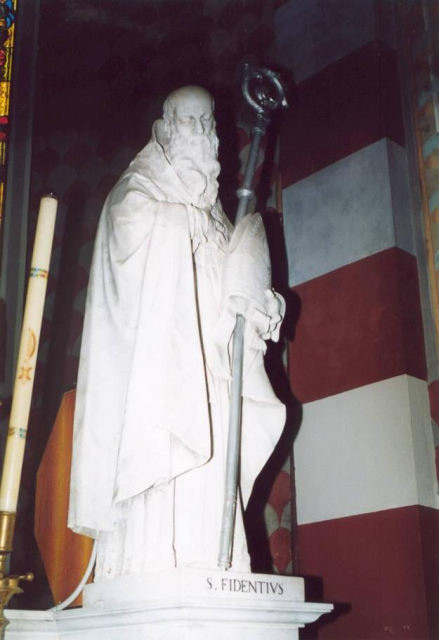
Statua nella chiesa di Megliadino San Fidenzio

Le sue origini sono velate da mistero, ma con sempre più forza si fa spazio, fra le tante tesi, la convinzione di una provenienza dall'Europa Orientale. Il culto di San Fidenzio prende forma e vigore nel 964 quando, con una serie di eventi miracolosi, fu ritrovato il corpo a Polverara, paese non distante dalla città di Padova.
Le Sante Spoglie furono nascoste, interrandole nella campagna della periferia di Padova, nel 602 quando la Curia padovana scappò dalla città verso Malamocco(Ve) a causa dell'arrivo dei Longobardi. Nel 774 l'alto clero patavino ritornò nella città di Padova e solo a ridosso dell'anno 1000 furono ritrovate le spoglie del santo. È il 970 quando l'allora vescovo di Padova, Gauslino Transalgardo, ordinò di trasferire le reliquie al paese che allora si chiamava Megliadino San Tommaso, ai confini meridionali della diocesi. Il motivo di questa traslazione è da ricercare, probabilmente, nel volere della diocesi di Padova di riaffermare una certa influenza in un territorio conteso tra Padova e Verona (non a caso una chiesa a pochi chilometri da Megliadino San Fidenzio è dedicata a San Zeno, noto santo veronese).
Da quel momento il corpo è conservato nella cripta della chiesa arcipretale di Megliadino San Fidenzio. Grande devozione ebbe questo santo nel circondario, devozione che fece del paese per secoli il centro religioso della bassa padovana.

## Leggenda
La leggenda legata a San Fidenzio è stata tramandata sino ai giorni nostri: essa racconta i fatti capitati negli anni del ritrovamento del corpo, intrecciandone luci (supportate da fatti concreti e storicamente probabili) ed ombre (quando la devozione popolare prende in pugno la storia).
Racconta che nell'anno 964 due contadini di Polverara andarono da Gauslino Transalgardo dopo che più volte avevano sentito una voce che diceva loro di recarsi dal vescovo di Padova per avvisarlo che in un bosco, presso Polverara, era nascosto il corpo di un santo. Inizialmente scettico, il vescovo Gauslino si reca nel luogo e, durante la Messa, il terreno sottostante tremò e fa venire alla luce un'urna con l'iscrizione "Corpus Beato Fidentius episcopo e confessore". Era il 18 maggio 964 e Polverara fu in festa. Gauslino ordina che il corpo sia portato a Padova per aumentare il prestigio della cattedrale con la presenza del terzo vescovo di Padova. L'arca posta, quindi, su di una barca viene fatta partire dal fiume Brenta alla volta della città. Durante la notte i conduttori della barca cedono al sonno e, la mattina seguente, si ritrovano al porto di Este, accorgendosi che per tutta la notte si è viaggiato controcorrente. Ecco, allora, che la salma viene affidata ad un carro trainato da buoi guidato da un bifolco. I buoi arrestarono la loro marcia davanti alla chiesetta di Megliadino San Tommaso. Il bifolco, a quel punto, piantò il suo pungolo a terra che subito fiorisce e diverrà, in seguito, un enorme rovere. Il corpo viene depositato nella cripta della chiesa del paese. Il vescovo venne a celebrare Messa nella piccola chiesetta del basso padovano e ne cambiò la dedicazione, da San Tommaso a San Fidenzio. Da quel momento la chiesa subì una serie di fortificazioni e ristrutturazioni, fino all'abbattimento completo nel 1888 per far posto all'attuale santuario.

## Il Rovere santo
Il rovere santo restò per secoli un simbolo del paese di Megliadino San Fidenzio. Fu abbattuto inizialmente, causa un fulmine, nel 1680, salvo poi germogliare dalle radici ancora vive e vegete e durare sino al 1919, quando un furioso uragano concluse senza pietà la storia del millenario Rovere Santo